# Archboldia sanfordi
Archboldia sanfordi là một loài chim trong họ Ptilonorhynchidae.